# گژبووتسه
گژبووتسه (به لهستانی:  Grzybowce) یک روستا در لهستان است که در گمینا گرودک واقع شده‌است.